# Хентай

Слово «хентай», записанное иероглифами (кандзи)

Хента́й (яп. 変態 или ヘンタイ хэнтайо файле, «извращение») — жанр японской анимации (аниме), комиксов (манги), а также изображений соответствующей стилистики, основным элементом которых являются содержащиеся в них эротические или порнографические сцены. Его появление и развитие обусловлено специфично японским культурно-историческим отношением к эстетике и сексуальности, свою роль также сыграли некоторые юридические и экономические реалии Японии. Слово «хентай» распространено в западном мире и СНГ, а в самой Японии используются другие термины, например, дзюхати-кин (яп. 18禁, букв. «запрещено [до] 18»).
Так же, как и в случае с обычным аниме, большинство аниме в жанре хентая создано по мотивам манги (в данном случае — хентай-манги). Как правило, они содержат следующие характерные черты: посредственная, по сравнению с произведениями для широкой аудитории, анимация или графика; кукольные, почти детские лица персонажей; показ различных сексуальных девиаций (особенно сцен изнасилования и других проявлений сексуальной жестокости). Сюжеты могут быть как простыми и незамысловатыми, так и запутанными и сложными. Хентай не предназначен для трансляции по телевидению, поэтому выпускается в формате OVA — для домашнего просмотра. Он также существует в форме компьютерных игр и додзинси — произведений любительского творчества, самостоятельно издаваемых авторами. Он известен и популярен в западных странах и в России. Разновидность аниме и манги, не относящаяся к хентаю, но содержащая намёки на эротические сцены или большое количество шуток с сексуальным подтекстом, называется этти (яп. エッチ).

## Этимология
Хотя хентаем на Западе и в СНГ называют порнографию в аниме и манге, в самой Японии слово не используется в этом смысле. «Хентай» состоит из двух иероглифов: хэн (変) — «странный» — и тай (態) — «поведение», и дословно оно обозначает «метаморфозу» или «аномалию». До конца XIX века оно не носило никакого сексуального подтекста. В 1894 году на японском языке был опубликован перевод труда Рихарда Крафт-Эбинга «Половые психопатии» (1886), посвящённого сексуальным девиациям. На японском языке название звучало как «Хэнтай сэйёку синригаку», оно ввело в медицинскую терминологию оборот, популяризированный в послевоенной японской прессе, — хэнтай сэйёку (яп. 変態性欲, «половое извращение»). Слово «хентай» в том виде, в каком оно было заимствовано в западной культуре поклонниками аниме и манги, является сокращённым вариантом термина хэнтай сэйёку. В Японии им называют человека, страдающего какой-либо формой полового извращения. Оно имеет негативную окраску и может использоваться для обозначения эротических и порнографических произведений, но лишь тех, где показаны сексуальные девиации. В остальных случаях используется «эро» (например, эро-манга — эротическая манга), сэйдзин (яп. 成人, «взрослый») или дзюхати-кин (18禁). Таким образом, слово «хентай» за рубежом приобрело собственное, более широкое значение. В русском языке слово также закрепилось и записывается с отступлением от системы Поливанова — «хентай» вместо «хэнтай».
Термин «этти» является производным от слова «хентай» и когда-то был его синонимом. «Этти» — японское произношение английской буквы «H» («эйч»), первой в слове hentai, если записывать его латинскими буквами. После Второй мировой войны, популяризировавшей в Японии английский язык, слово «хентай» начали записывать как Hentai. Скоро одна буква «H» начала заменять целое слово, однако значение его начало меняться — «этти» стало обозначать нечто непристойное, в широком смысле, в отличие от термина «хентай», сохранявшего сильную связь с некими девиациями.

## История

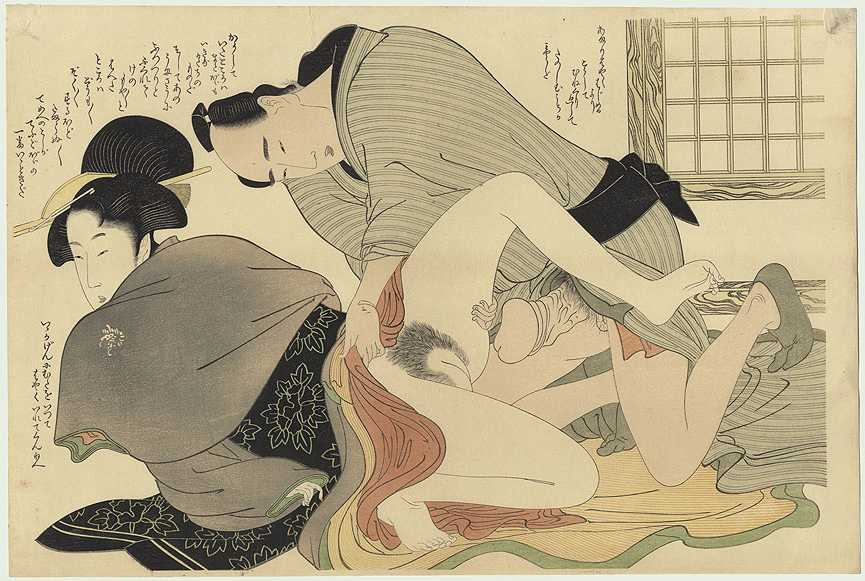
Сюнга из серии «Прелюдия к желанию» (Нэгай но итогути) Китагавы Утамаро, 1799 год

Большинство исследователей согласно с тем, что эротическая манга берёт своё начало в период Эдо (1600—1868), когда возникло новое направление в изобразительном искусстве — гравюры в стиле укиё-э. Эротические гравюры — сюнга — были запрещены после Реставрации Мэйдзи (1868), однако, они оказали большое влияние на визуальный ряд и сюжеты современной японской порнографии. Современный хентай получил своё развитие в 1970-х годах. Первопроходцем в мире эротической манги стал Го Нагаи, чья юмористическая работа Harenchi Gakuen (1969) подверглась суровой критике за вульгарный сюжет и повлекла за собой протесты женских ассоциаций и родительских комитетов. В 1969 году было показано первое эротическое аниме — Senya Ichiya Monogatari. Популярность завоевала эротическая гэкига. Распространение кассетных видеомагнитофонов и проигрывателей лазердисков в 1980-х годах дало новый толчок рисованой порнографии, с тех пор занимающей видное место в индустрии видеофильмов. Появились классические OVA-сериалы Lolita Anime, Cream Lemon, «Уроцукидодзи». В 1980-х и 1990-х возникали и развивались отдельные жанры и направления: яой, юри, футанари и другие.
Мировое открытие аниме в конце 1980-х годов и распространение Интернета привели к тому, что хентай стал широко известен и популярен на североамериканском континенте и в Европе за счёт откровенности и качества графики. В 1994—1995 за пределами Японии впервые была издана хентайная манга. Некоторые работы — La Blue Girl (1992), «Кайт — девочка-убийца» (1998) — приобрели культовый статус благодаря интересной сюжетной линии или тщательно проработанным характерам персонажей. Отсутствие конкуренции на Западе, расширение рынка потребителей и распространение в Японии эротических компьютерных игр дали очередной толчок жанру. В 2000 году слово «хентай» было 41-м по популярности поисковым запросом в Интернете. По данным на август 2022 года, в базе данных Anime News Network содержится информация о 2330 хентайных манга- и аниме-сериях, из которых более 2000 были произведены между 2000 и 2012 годами.

## Цензура
Японские законы, действовавшие со времён Второй мировой войны до начала 1990-х годов, запрещали графическое изображение половых органов, поэтому создатели хентая подвергали свои работы частичной цензуре, например, ретушировали половые органы или изображали их символически. Этим объясняется большое количество фантастических персонажей в хентае — монстров, демонов, роботов, инопланетян, чьи половые органы внешне отличаются от человеческих. Кроме того, художники начали изображать персонажей с минимумом анатомических подробностей и без лобковых волос (до 1991 года действовал запрет на их показ), что привело к распространению в хентае образов совсем юных девушек, почти подростков, которые на взгляд европейца похожи на детей.
Отмена этих запретов в начале 1990-х годов позволяет включать более откровенные изображения в аниме, мангу, кинематограф и фотографию, однако данная тенденция пока проявляется лишь в иностранных релизах аниме, в которых практически всегда отсутствовали цензурные наложения (создатели не добавляли цензуру при выпуске аниме в США и Европе). При переводе возникали другие тонкости: например, законодательство США запрещает сексуальные акты между несовершеннолетними, в том числе в рисованной форме. Поэтому в американских релизах вырезаются некоторые сцены, в некоторых случаях меняется возраст персонажей. Так произошло с OVA La Blue Girl, героиня которого в английском переводе превратилась из школьницы в студентку, кроме того, были вырезаны все порнографические сцены с участием миниатюрного ниндзя Нин-Нина, товарища главной героини, потому что он внешне напоминал ребёнка. В Великобритании, Франции, Испании также практикуется вырезание отдельных сцен.

## Классификация
Порнографические сцены, обыгрываемые в хентае, могут быть разного содержания, характера и степени откровенности. Как и обычная порнография, хентай классифицируется главным образом по содержанию эротических сцен. В нём широко представлены такие формы половой жизни человека, как оральный секс, анальный секс, групповой секс, мастурбация, получение первого сексуального опыта, секс в общественных местах, петтинг и т. п. Типичными героинями являются медсёстры, домохозяйки, горничные, учительницы, школьницы, девушки в вагонах пригородных электричек и метро, к которым пристают незнакомцы. Специфические для хентая направления включают в себя однополые отношения (яой — между мужчинами, юри — между женщинами) и ранние сексуальные отношения (лоликон и менее популярный сётакон), однако, для их обозначения используются именно эти термины («яой», «юри» и т. д.), а не слово «хентай». Хентаем традиционно называют только работы гетеросексуального порнографического содержания.
Несмотря на порнографическую направленность, классифицировать хентай исключительно по содержанию эротических сцен ошибочно, поскольку в нём так же выделяются сюжетные жанры — комедия, мистика, научная фантастика, фэнтези, романтика и другие. Наиболее популярны научная фантастика, фэнтези и романтика. Хотя большое количество произведений посвящено неким мистическим событиям и борьбе добра и зла, существуют работы о повседневной жизни, в том числе достаточно реалистические. Действие U-Jin Brand, New Angel, G-Taste происходит в рамках офиса, университета или квартиры. Ряд произведений — Balthus: Tia's Radiance, Tokio Private Police, Venus 5, Hooligan — пародирует другое популярное аниме.

### Тентакли

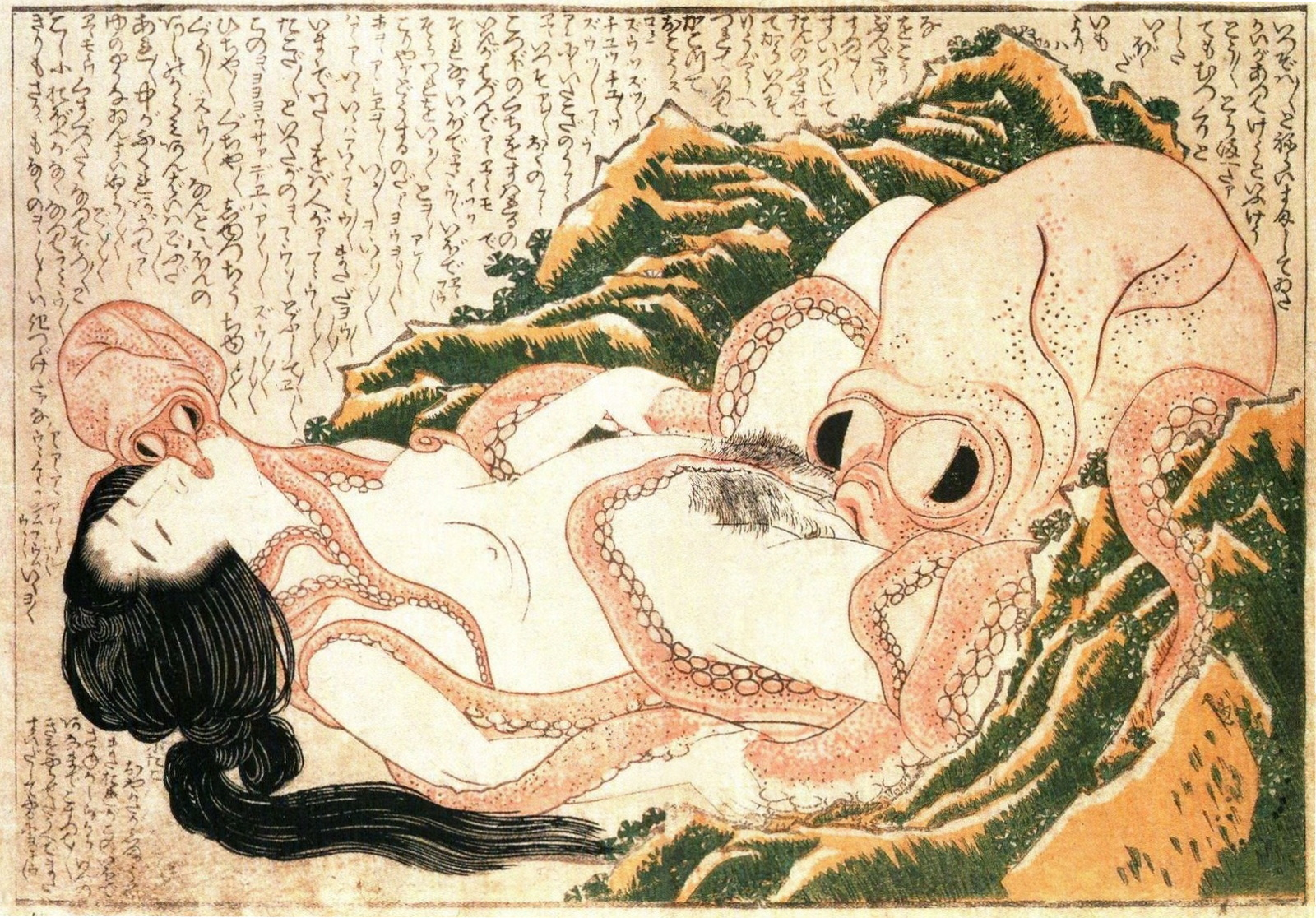
«Сон жены рыбака» Хокусая — гравюра по дереву, изображающая половое сношение женщины и осьминога (1820)

В представлении западного зрителя тентакли — анатомически неправдоподобные фаллообразные щупальца — символизируют хентай как явление. Подобная картина была проиллюстрирована ещё в 1820 году Хокусаем, изобразившим на гравюре «Сон жены рыбака» половое сношение женщины и пары осьминогов. Однако изобретателем современного жанра считается мангака Тосио Маэда, чья «Уроцукидодзи. Легенда о сверхдемоне» (1986) принесла большую популярность хентаю с тентаклями, а аниме стало одним из самых узнаваемых в мире. Кроме качественной анимации, его выделил цельный сюжет в стилистике городского фэнтези, по степени интересности которого профессор Сьюзан Нэпьер ставит «Уроцукидодзи» на один уровень с популярным аниме-сериалом «Евангелион».
Тосио Маэда пояснял, что выдумать фантастическое существо (демона с щупальцами) в качестве одного из главных героев его вынудило японское законодательство, запрещающее изображение откровенных эротических сцен между людьми. Кроме того, на тот момент сюжеты и сцены в манге подобной тематике были сильно стандартизированы, не всё одобрялось редакторами, а Маэда для своей работы хотел придумать что-то особенное. Линия «Уроцукидодзи» была впоследствии продолжена как самим Маэдой в Demon Beast Invasion и культовой La Blue Girl, так и в более поздних Angel of Darkness, Venus 5, Jiburiru, Alien from the Darkness, Legend of Lyon Flare и многих других произведениях. Это частая тематика в манге, публикующейся в таких порнографических журналах, как Comic Unreal (издательство — Kill Time Communication).

### «ML» (бара) и «BL» (яой)
Манга для гомосексуальных мужчин в Японии называется «гэйкоми» (яп. ゲイ　コミ, от англ. gay comics) или «ML» (псевдоангл. Mens' Love — «мужская любовь»). Среди европейских читателей этот жанр известен как бара. В ML-манге в большом количестве рисуются порнографические сцены и мало внимания уделено развитию отношений между персонажами. Мужчины изображены чрезмерно мужественными, с большими мускулами, волосами на груди, усами; показана повседневная жизнь гомосексуальных мужчин, например, затрагиваются темы однополых браков, гей-парадов, каминг-аута. В западном мире эти работы не издавались и малоизвестны, за исключением короткой манги Kuso Miso Technique из журнала «Барадзоку», превратившейся в интернет-мем благодаря бессмысленному сюжету и нереалистичности.

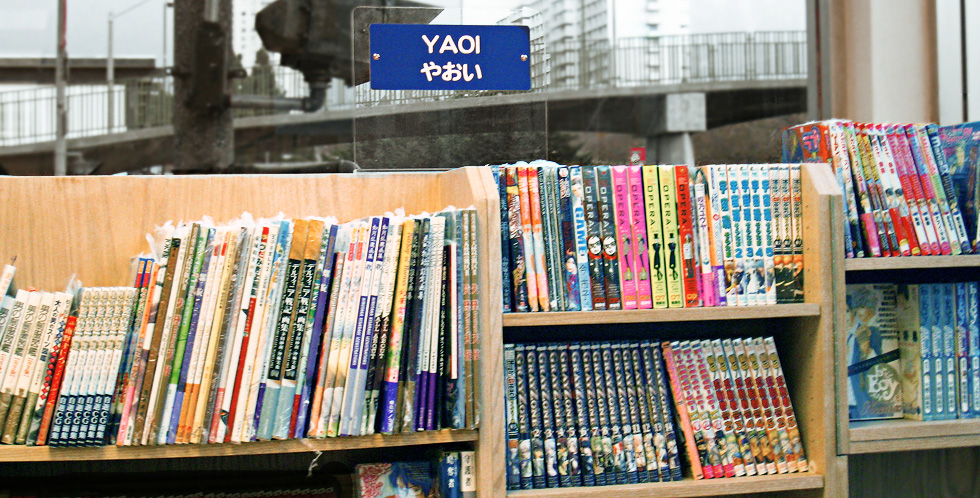
Яойная манга в книжном магазине Сан-Франциско. Книги, завёрнутые в полиэтилен, содержат откровенные эротические сцены

Куда более популярен жанр «яой» или «BL» (псевдоангл. Boys' Love), также изображающий гомосексуальные отношения между мужчинами, но по сути являющийся аналогом любовных романов и мыльных опер, в котором мужские персонажи принимают гендерные роли гетеросексуальной пары. Авторами и целевой аудиторией яоя являются гетеросексуальные девушки и женщины. Далеко не весь яой содержит откровенную порнографию; однако, хотя во многих работах непосредственно эротические сцены занимают небольшое место, в целом, этот жанр предназначен для взрослой женской аудитории. Возникновение яоя, получившего популярность в 1970-х годах, связано с тем, что традиционная японская культура считала недопустимым для девушки быть инициатором романтических отношений, поэтому мангаки начали изображать вместо женского персонажа юношу-гомосексуала с женственной внешностью. Персонажи, как правило, нарисованы нереалистично, а отношения между ними идеализированы. Манга на данную тематику публикуется во многих журналах, старейшим из которых является June (ジュネ, дзюнэ). Многие работы приобрели значительную популярность в Европе и США — Ai no Kusabi, Kizuna, Haru wo Daiteita, Fake, Gravitation, Love Mode. Анимация, особенно явно порнографического содержания (Boku no Sexual Harassment, Sensitive Pornograph), выпускается в формате OVA.

### Лесбийские отношения
Под условным названием «юри», «сёдзё-ай» (少女 сёдзё, девушка; 愛 ай, любовь) или «GL» (псевдоангл. Girls Love — «любовь девочек») выступают аниме и манга, в которых изображены гомосексуальные отношения между женскими персонажами. Термином «сёдзё-ай» в Европе и США традиционно обозначают такие произведения, где откровенным сценам не уделяется большого внимания, когда же акцент делается на сексуальной стороне отношений, используется слово «юри». Первым аниме, изображавшим сексуальный акт между девушками, считается Senya Ichiya Monogatari 1969 года, а первой мангой, полностью посвящённой лесбийским отношениям, — работа Рёко Ямагиси Shiroi Heya no Futari 1971 года. Тематика девичьей любви нашла отражение в манге для девушек 1970-х годов. В 1990-х годах, когда японское общество начало терпимее относится к лесбийским отношениям, в юри начали появляться порнографические сюжеты. Хотя не вся юри-манга и аниме имеют эротическое содержание, для работ в этом жанре откровенные сцены стали столь традиционными, что в сознании поклонников аниме и манги понятие «юри» неразрывно связано с понятием «хентай». Некоторые фанаты, как замечено на сайте аниме-фестиваля «Yuricon», даже полагают, что юри является прародителем хентая. В настоящее время этот жанр распространён не так широко, как яой. Эта порнография рассчитана по большей части на мужскую аудиторию.
Юри публикуется как в специальных журналах тематической манги (Comic Yuri Hime, Comic Lily, Tsubomi), так и в других изданиях. В хентае с юри, как и в хентае других жанров, фигурируют разнообразные темы: романтический любви (Shoujo Sect), элементы комедии (Nageki no Kenkou Yuuryouji), драмы (G-Taste), ужасы (Hotaruko) и так далее.

### Футанари
Футанари (яп. 二形, «гермафродитизм») изображает гермафродитов, интерсексов или других людей, обладающих женским строением тела, но по каким-либо причинам получающих мужские половые признаки. К ним, в первую очередь, относятся подчёркнуто эротизированные девушки, у которых присутствует половой член. Помимо пениса (часто невероятного размера), могут наличествовать и женские гениталии. Персонажи-футанари обычно вступают в половой контакт с женщинами, изредка — с мужчинами (так как порнографическая манга ориентирована, в первую очередь, на мужскую аудиторию).
Персонаж-футанари присутствовал уже в одной из серий Cream Lemon в 1987 году. В 1990-х жанр приобрёл популярность, быстро превратившись из специфического увлечения отдельных любителей в популярное и массовое явление. Как замечает Джейсон Томпсон в книге Manga: The Complete Guide, интерес к футанари охватил значительную часть индустрии, а его элементы стали проникать и в другие жанры. В Японии издательствами Issuisha, Akane Shinsha и другими публикуется ряд специализированных антологий манги. На Западе наиболее известным футанари-мангакой является Тосики Юи.

### Эрогуро
Тематика эрогуро (также просто гуро), получила своё развитие в японской литературе и живописи 1920-х—1930-х годов. Это течение акцентируется на проявлении крайних форм насилия, эстетике и эротизме убийств и смерти и, в целом, на всём, что выходит за рамки нормы. Эрогуро-хентай также называют «жёстким» или «жестоким хентаем». Несмотря на отсутствие чёткой классификации, в эрогуро можно выделить несколько основных тем: сцены изнасилований, избиений и истязаний, некрофилия, изображение суицида, ампутации конечностей, асфиксия (изображение агонии и смерти от недостатка кислорода), каннибализм, ритуальные убийства, различные связывания, пытки и другие варианты насильственной смерти жертвы.
В настоящее время в Японии издаётся несколько десятков легальных и полулегальных журналов тематической манги. Наиболее известным из них остаётся Garo, который прекратил существование в 2002 году. Кацуити Нагаи, создавший этот журнал в 1964 году, даже не платил поначалу авторам, так как не мог себе позволить такие траты. Тиражи Garo зачастую составляли лишь 7 тыс. копий в месяц, а в 1980-х годах снизились до 150 копий в год, однако, многие мангаки Garo, в том числе создатели эрогуро, впоследствии получили широкую известность. Среди признанных авторов эрогуро — Кадзуити Ханава, Тосио Саэки, Суэхиро Маруо, Хэммару Матино, Синтаро Каго и уже упоминавшийся Тосио Маэда. Кроме того, к эрогуро иногда относят мангак, работающих в жанре ужасов, как Хидэси Хино и Дзюндзи Ито.

### Ранние сексуальные отношения
По статистике, 30 % хентая содержит сётакон и лоликон, эротические сцены с участием детей 8—12 лет. Закон, запрещающий производство и распространение детской порнографии, в Японии рисованную продукцию не охватывает.
В сётаконе в эротическом контексте изображаются мальчики. Психолог Тамаки Сайто полагает, что он возник в начале 1980-х годов и изначально являлся поджанром яоя, а со временем трансформировался и четко разделился на «мужской» и «женский»: Сайто пишет, что сётаконная манга, созданная женщинами, по структуре идентична яою, тогда как мангаки-мужчины изображают маленьких мальчиков «как девочек с пенисами». Большая часть сётаконной манги публикуется в форме додзинси (неофициально), в ML-журналах или в специализированных антологиях: Shounen Romance (яп. 少年浪漫), Shounen Shikou (少年嗜好), Shounen Ai no Bigaku. С 1995 года и по наши дни проводится ежегодный фестиваль сётаконных додзинси «Сётакет» (ショタケット, сётакон + кет от «маркет», «рынок»).
Лоликон — японское название «комплекса Лолиты». В лоликонной манге и аниме изображаются сексуальные отношения с участием девочек. Жанр также появился в 1980-х годах, а первое аниме в нём (Lolita Anime) было снято в 1984 году. В Японии слово «лоликон» не несёт резко отрицательного значения: подобная манга не обязательно является порнографической и рисуется не только мужчинами, но и мангаками-женщинами, например, среди авторов лоликонной манги — Каору Ватасия (Kodomo no Jikan) и Юкиру Сугисаки (Rizelmine). В западной культуре, однако, термины лоликон и сётакон означают материалы, близкие по содержанию к детской порнографии, и не издаются. Исследователь Роланд Килтс считает, что терпимость к ним в Японии исходит из национальных традиций, согласно которым ценится свобода человеческой фантазии и право на её выражение: «Секс взрослых со школьницами находится под запретом, но абсурдно отрицать, что подобные идеи порой овладевают умами некоторых людей».

### Другие жанры

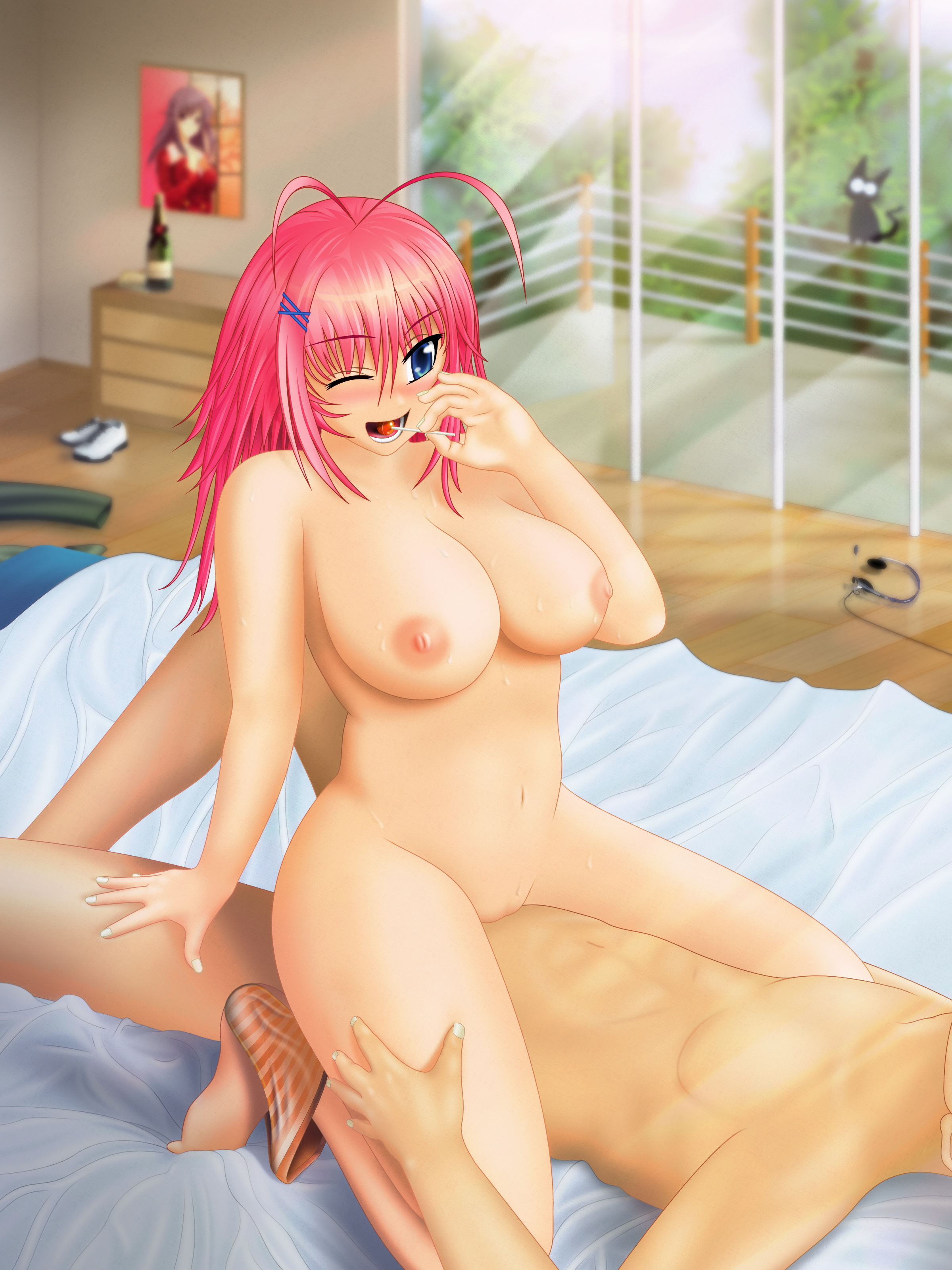
Пример бакуню — изображение женщины с грудью большого размера

В хентае широко представлены отдельные популярные в японской порнографии направления:
- бакуню, буквально «взрывающиеся груди» — изображение женщин с огромной грудью (Boin, Bakunyuu Maid Kari, Bakunyuu Oyako).
- сибари — эротическое связывание (Hana Dorei, Maison Plaisir, Gakuen Sodom).
- буккакэ — групповая мастурбация с последующей эякуляцией на лицо или грудь одного из участников (Taimanin Asagi, Dark Love, Bible Black).
- омораси, буквально «протекание» — изображение женщин в момент мочеиспускания (Omorashi Tenshi, Tenina!, Lolita Anime, Maniax)
- мадзакон (マザコン, «материнский комплекс») — эдипов комплекс, фиксация на образе матери[120]; в данном контексте — сексуальные отношения между матерью и сыном (Erotic Heart Mother, Classmate no Okaasan, Bakunyuu Oyako, Mother Knows Breast). Также популярен инцест между братом и сестрой[32].
- нэторарэ (сокращенно NTR[121]) — измена, от яп. «нэтору» (яп. 寝取る), что означает «наставить рога кому-либо». Концепт популярен в компьютерных играх и манге (Triangle Blue, Ai Can, Haitoku Tsuma)[122].

Изредка в отдельный жанр хентая выделяют порнографическую мангу для женщин — рэдикоми (калька с англ. ladies’ comics, то есть «комиксы для женщин»). В конце 1980-х годов, когда появились первые специализированные женские журналы манги, публикуемые работы были очень откровенными, однако, крупнейшие рэдикоми-издания современности не содержат порнографии.

## Индустрия

### Аниме
Порнографические аниме выпускаются для домашнего просмотра (в формате OVA) на видеокассетах, DVD, Blu-ray-дисках. Из анимационных студий наиболее известны Green Bunny, A1c (エイ・ワン・シー), Pink Pineapple и Milky, торговая марка MS Pictures (ミルキーズピクチャーズ). В отличие от коммерческой анимации, существующей ради получения значительной прибыли, от хентая требуется лишь окупить затраты на создание. Подобные проекты рассчитаны на низкий бюджет и делаются быстро (что объясняет низкое качество анимации), но продаются дорого и небольшим числом копий. Учитывая узкий круг потенциальной аудитории, издатели стараются получить повышенный доход от единичных продаж при минимальных затратах, за редкими исключениями, например, режиссёр Масами Обари, снявший Angel Blade (2001), специализировался на аниме для широкой аудитории, поэтому задействовал при создании Angel Blade более высокий бюджет. Однако традиционная тактика — быстрое создание дешёвого продукта, а затем реализация по высокой цене — вызывает отрицательную реакцию потребителей и не выгодна студиям, которые были наняты для создания анимации. Лишь Pixy активно противостояла этой традиции, производя высококачественные эротические аниме и продавая DVD-диски по невысокой цене, но инициатива не была поддержана другими студиями.
Множество компаний занимаются лицензированием и распространением хентая за рубежом: ADV Films, SoftCel Pictures, Critical Mass, NuTech Hentai, Central Park Media, Anime 18, JapanAnime. На русский язык некоторые аниме, в частности, «Уроцукидодзи» и «Красотки-головорезы», были переведены MC Entertainment.

### Манга

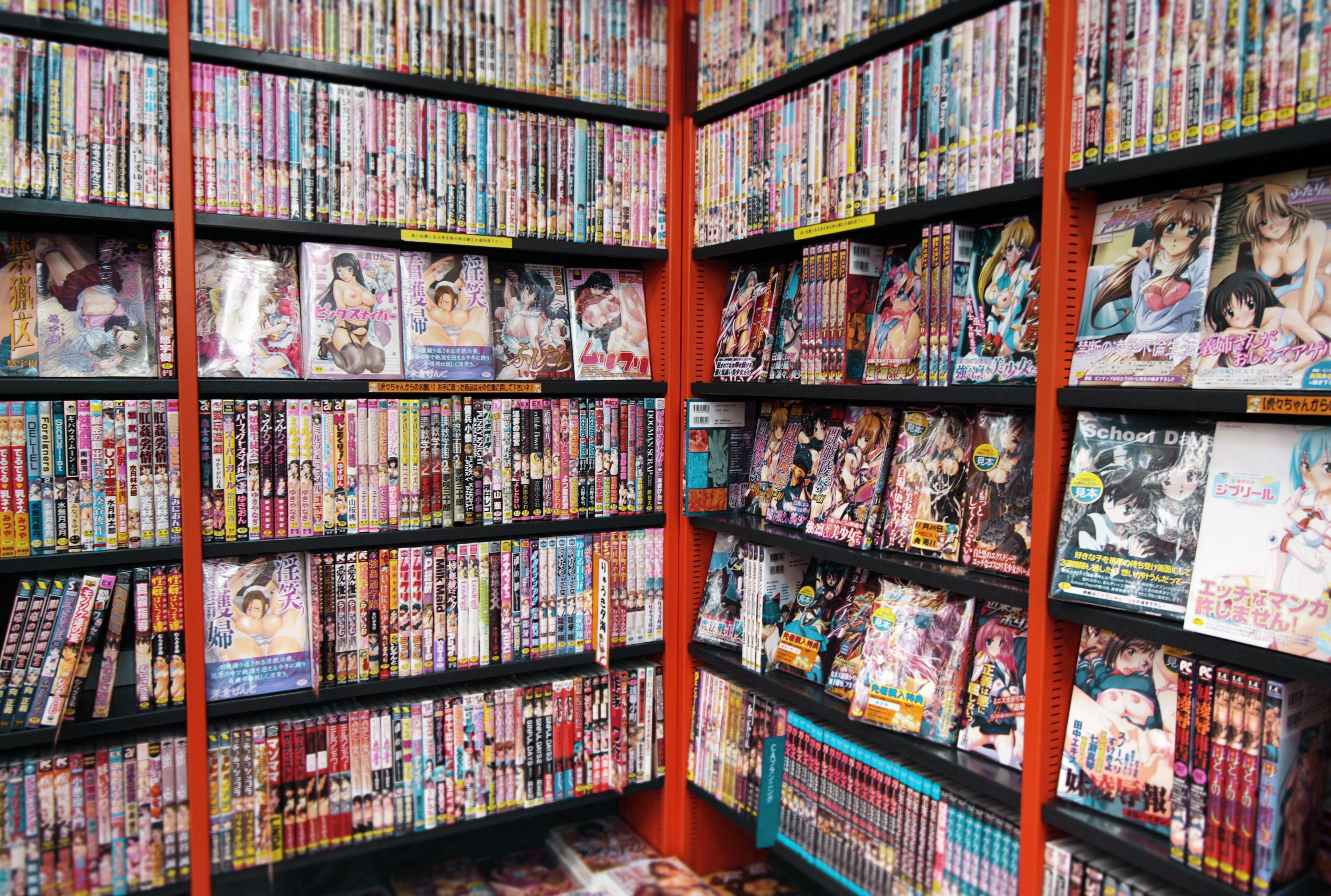
Стеллажи с хентай мангой в японском книжном магазине

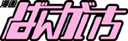
В таких журналах, как Manga Bangaichi издательства Core Magazine, до сих пор присутствует умеренная цензура

В Японии публикуется большое количество журналов порнографической манги, охватывающих разные темы. Крупнейшие издатели, по данным на 2009 год, — Core Magazine, Akane Shinsha, TI Net, Kubo Shoten и Kill Time Communication. В числе конкурирующих издательств находились компании Touen Shobou и Tsukasa Shobou до банкротства в 2007 году, а также Shoubunkan, которая в начале 2000-х годов лидировала по количеству выпускаемой манги, но впоследствии стала развивать свой бизнес в других направлениях.
Akane Shinsha выпускает такие журналы, как Comic Tenma (1998), Comic choiS! (2006), издания лоликон-манги Comic RiN, и Comic LO (2002). Comic LO — один из наиболее дорогостоящих журналов компании, посвящённый тематике лоликона («LO» в названии означает «Lolita Only», англ. «только лоликон»). Core Magazine печатает бакуню-журнал Comic HOTMiLK (2007), журналы общей тематики Comic MegaStore, Comic Zero EX (2007), издания БДСМ-манги Comic Nyan2 Club GOLD (2006) и Manga Bangaichi. Дорогостоящие издания порнографической манги, превосходящие ценой 600 иен, включают 2D Dream Magazine и Comic Unreal (издательство Kill Time Communication), Comic Momohime (Fujimi Shuppan), Angel Club (Angel Shuppan), Buster Comic (TI Net), Comic Pheromone (Tokyo Sanseisha), журналы компании Sun Publishing. Ряд неспециализированных компаний также выпускает хентай-издания, например, Futabasha — ежемесячный журнал Men's YOUNG.
В 1990-х годах среди журналов для женщин наибольшей популярностью пользовались ежемесячный Comic Amour от издательства Sun Publishing и яойный June, выходящий с 1978 года. В конце 1990-х годов тиражи June, который с годами становился всё откровеннее, составляли от 80 до 100 тыс. экземпляров, а стоил он в два раза дороже любого другого журнала манги. Тиражи Comic Amour, в свою очередь, достигали 450 тыс. копий ежемесячно. Оба журнала печатаются по сей день. С конца 1980-х и до банкротства в 2006 году крупным издателем яоя была компания Biblos, выпускавшая, в числе прочих, журналы BExBOY и Be-Boy Gold.

### Компьютерные игры
Около четверти всех игр для персональных компьютеров, разработанных в Японии, относятся к эротическим. По сюжетам японских эротических игр — «эроге» — были сделаны такие хентайные аниме, как Bible Black, Jiburiru, Words Worth, Discipline. Они имеют слабое отношение к фактической истории и сюжетным линиям оригинала, основное же экранное время отводится сексуальным сценам. Классическая эроге — это визуальный роман (текстовый квест) с простейшей анимацией эротических сцен. В «эроге» почти всегда используются оригинальные иллюстрации и графика, а не фотографии или видеосъёмки живых актёров, что облегчает создание аниме по мотивам игр. В западном мире и в России их называют «хентай-играми», но в самой Японии, где слово «хентай» имеет негативную окраску, так не говорят, называя их H-играми.
Эроге начали появляться в Японии начале 1980-х годов, когда японские компании стали выпускать собственные марки микрокомпьютеров, конкурировавшие с американскими, например Sharp X1, Fujitsu FM-7, MSX и NEC PC-8801. Первая игра, экранизированная в качестве аниме — Dragon Knight вышла в 1989, одноимённая OVA по игре была выпущена в октябре 1991 года.
В США и Европе эроге пришли лишь в конце XX и начале XXI века, когда стали появляться компании, занимающиеся их локализацией и распространением, — Peach Princess, JAST USA и другие.
Хентай-игры выпускаются практически во всех жанрах и на разнообразные темы: транссексуальность (Yin-Yang! X-Change Alternative), исторические события (Enzai), инцест (Hitomi: My Stepsister), садомазохизм (Zettai Fukuju Meirei), детективные истории (Critical Point) и другие. Игры на гомосексуальную тематику (Enzai, Togainu no Chi, Silver Chaos, Animamundi) обычно называются «яойными» или BL-играми (яп. ボーイズラブゲーム бо:йдзурабу гэ:му). Первой такой игрой, официально локализованной за пределами Японии, стала Enzai в 2006 году.

### Другие товары
Кроме непосредственно хентайных манги, аниме и игр, выпускаются артбуки, костюмы для косплея, постеры, календари, пластиковые фигурки и другие товары. Фигурки, изображающие персонажей манги и аниме, в Японии пользуются особой популярностью. Хотя отаку — человек, одержимый мангой и аниме, — также собирает игрушки, статуэтки и вообще всё, что имеет какое-либо отношение к предмету его привязанности, статуэтки и фигурки для взрослых (изображающие как персонажей хентая, так и персонажей рядовых аниме и манги в откровенных позах) занимают лишь очень небольшую нишу совокупного рынка этих товаров, как показало исследование, проведённое владельцем одного из онлайн-магазинов. Коробки с эротическими фигурками чётко обозначены как «18+», кроме того, фигурки продаются одетыми; одежду можно снять позднее.

## Додзинси
Индустрия додзинси, любительской манги, в Японии почти столь же велика, как и индустрия манги профессиональной. Значительная часть этих произведений содержит откровенные материалы сексуального характера. В эротических додзинси используются оригинальные сюжеты или персонажи известных сериалов и манги, например, «Сейлор Мун», «Притяжение», «Прочти или умри». Это объясняется как большим спросом на такие публикации, так и отсутствием препятствий со стороны издательских домов. Даже непосредственные авторы собственной манги иногда публикуют порнографические истории, не связанные с основной сюжетной линией. Рикудо Коси, Дзёдзи Манабэ, Кэн Акамацу рисовали эротические додзинси с участием персонажей своей манги. Рэй Хироэ, автор «Пиратов „Чёрной лагуны“», не включает откровенные сцены в мангу, а вместо этого издаёт додзинси под псевдонимом «TEX-MEX».
Официально публикация додзинси незаконна, но де-факто владельцы авторских прав относятся к ней терпимо. Исключение составляют случаи особо «нездоровых» работ, как в случае с додзинси по «Покемонам», на автора которых в 1999 году компания Nintendo подала в суд. В 1991 году семь человек были арестованы после того, как обнаружилось отсутствие цензуры в их додзинси. Некоторые мангаки также протестуют против эротических изображений своих персонажей.

## Критика
Хентай, как и другие формы порнографии, часто критикуют за его нереалистичность. К примеру, Макото Сайто упоминает нереалистичное изображение мужского пениса, порождающее низкую самооценку и неуверенность в себе у мужчин. Учитывая, что многие юноши и девушки обращаются к хентаю в целях самообразования, им необходимо получить адекватное представление о человеческой сексуальности и научиться отделять мир фантазий от реального мира, однако, пишет Сайто, издание более реалистичной манги будет невыгодно производителям, формирующим собственное узкое представление о женской и мужской сексуальности. Также на необычные сюжеты существует повышенный спрос. Один из японских цензоров уточняет: «Школьный секс, связывание, извращения — вот что продается. Это они [авторы] и рисуют». С возможным влиянием хентая на молодёжь связывают снижение объёмов продаж презервативов в Японии с 700 млн до 200 млн в год, так как «презервативов не бывает в аниме или манге».
Некоторые японские гей-организации последовательно выступают против яоя (BL-манги), поскольку считают, что он «искажает реальные образ и поведение японских гомосексуалов». Особую известность получили высказывания гей-активиста Масаки Сато. В мае 1992 года он направил открытое письмо феминистскому японскому журналу Choisir, в котором подверг критике читателей и авторов яоя. Сато заявил, что яой не даёт адекватного представления о гомосексуалах и распространяет в обществе их ложный образ — образ богатых, красивых, хорошо образованных людей, не подверженных никаким предрассудкам и игнорирующих дискриминацию в отношении геев в обществе. Споры вокруг яоя утихли в 1990-х годах, с распространением Интернета и появлением веб-сайтов для гомосексуалов, но критика в адрес этого жанра встречается и в настоящее время. Например, в 2003 году Акико Мидзогути из Университета Рочестера в своём исследовании назвала яой «нереалистичным и гомофобным».

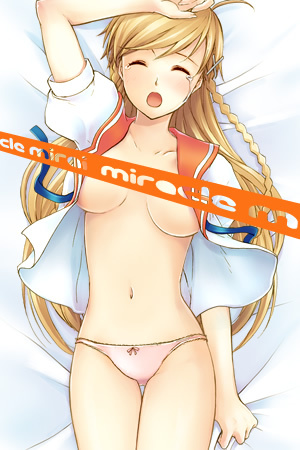
Чувство, которое испытывает типичная героиня в хентае, — сильный стыд. На иллюстрации — Мирай Суэнага, талисман японского телевизионного шоу «Culture Japan» Дэнни Чу

Интерес исследователей хентая вызывает положение женского персонажа, которого зачастую принуждают к сексуальным отношениям или другим способом ставят в униженное положение. В отличие от западной порнографии, где мужчина и женщина, как правило, получают взаимное удовольствие, в японском хентае самыми используемыми женскими фразами являются «мне больно», «помогите» и «нет», а чувство, которое обычно испытывает героиня, — сильный стыд. Женщин насилуют бейсбольными битами, теннисными ракетками, мечами, ножами, бутылками, палочками от мороженого, свечами, пишущими принадлежностями, кистями для каллиграфии, волшебными палочками, видеокамерами, лупами и телескопами. Эта тенденция получила широкое распространение в кинематографе 1960—1970-х годов и в хентайной манге и аниме 1980-х и начала 1990-х годов, однако впоследствии интерес к этой тематике стал угасать. Точки зрения исследователей на этот вопрос различны. По мнению профессора Сьюзан Нэпьер, проблема доминирования и подчинения в хентае лежит в сложном взаимоотношении полов в японском обществе, где мужчины и женщины борются за своё место на иерархической лестнице, и «мужчины не всегда оказываются на самом верху». В хентае, замечает Нэпьер, мужские герои бывают двух типов: «комический наблюдатель», инфантильный и пассивный, и «воплощение демонического фаллоса». Самые сильные и значительные мужчины являются не людьми, а демонами. Она также пишет:
| Зачастую женское тело и правда рассматривается как предмет, который можно разглядывать, мучить и пытать, но есть и иные сцены, где тело женщины показано как могучая, почти непреодолимая сила природы. |

Колумнист сайта AnimeNation Джон Опплигер считает, что Япония была преимущественно патриархальным обществом, где мужчины руководили практически каждой сферой жизни: «Так что, хотя современные представления о сексуальном равенстве и взаимном уважении влияют на социальные отношения в Японии, так же как и любой модернизированной нации, мужское желание господствовать ещё витает в воздухе». Отсюда — тема мужского господства в хентае, с помощью которого мужчины стремятся восполнить недостаток уверенности в собственной мужественности. В японском обществе — «педантичном, вежливом и деликатном» — хентай является безопасным средством для реализации агрессивных природных сексуальных желаний, добавляет Опплигер. Макото Сайто полагает, что проблема мужского доминирования характерна для всей порнографии и не стоит акцентировать на ней внимание, так как, согласно его исследованиям, в реальной жизни большинство мужчин, наслаждающихся данными сценами в хентае, не испытывает желания принуждать женщину к сексуальному контакту. Психиатры Милтон Даймонд и Аяко Утияма наблюдали взаимосвязь между более жестокой порнографией и меньшим количеством преступлений на сексуальной почве в Японии. Однако другие исследования это опровергли.
Также увлечение хентаем может быть истолковано как признак эмоциональной незрелости, неспособности строить отношения с живыми людьми. Некоторые любители хентая даже не пытаются наладить собственную личную жизнь в реальном мире и никогда не строили отношений с настоящими партнёрами.

## Законодательство
Отношение к рисованной порнографии в большинстве стран такое же, как и к порнографии реальной: ввоз, приобретение и распространение регулируются одинаковым законодательством. Однако существуют и некоторые отличия, касающиеся в основном жанров сётакон и лоликон. Их популярность неизменно порождает дебаты о детской порнографии и допустимости её изображения в рисованном виде. Япония, критикуемая как крупный производитель материалов детской порнографии, в 1999 году запретила их производство, распространение и коммерческое использование. Однако, в отличие от порнографии с участием реальных детей, законодательство никак не регулирует содержание рисованной продукции — аниме и манги, в которых присутствуют откровенные изображения. Представитель Комитета содействия ЮНИСЕФ Японии заявила, что «лазейка» в японском законодательстве препятствует международным усилиям по борьбе с детской порнографией. Представитель международной сети организаций ECPAT высказался так: «Мы считаем, что детская порнография в любой форме… несёт сообщение о том, что сексуальные надругательства над детьми — это нормально». Предложения реформировать законы поступали и от японского Общества защиты детей. Защитники хентая объясняют свою позицию тем, что хентай, во-первых, является видом искусства, а во-вторых, в аниме и манге присутствуют лишь рисованные персонажи, а не реальные люди («картинка не страдает от того, что вызывает у кого-то возбуждение»).
Согласно опросу, проведённому правительством Японии в 1997 году, 86 % японцев полагают, что порнографические аниме и рисованные иллюстрации с изображением детей должны учитываться в законодательстве. Однако, когда в феврале 2010 года было предложено внести поправки в законодательство, против этой инициативы высказалась целая плеяда популярных авторов манги — Мицуру Адати, Румико Такахаси, Такао Сайто, Ясухиро Найто и многие другие, и крупнейшие издательства, включая компании Akita Shoten, Kadokawa Shoten, Kodansha, Shueisha, Futabasha. Рост преступлений на почве педофилии привёл к введению в 2014 году запрета на хранение детской порнографии, однако он не распространился на хентай. Оппозиционерам удалось доказать, что это бы нарушило право свободы слова. По мнению аналитиков, существенное влияние на решение правительства оказали авторы и издательства, отстаивавшие свободу художественного самовыражения и свою независимость от государства. Исключение хентая из списка запрещённых материалов было противоречиво встречено японской и мировой общественностью. South China Morning Post пишет: «Япония совершила шаг в необходимом направлении, но она зашла недостаточно далеко. Производство и хранение сексуально откровенных детских изображений должны быть запрещены… Япония должна быть ответственным международным партнером».
К эрогуро отношение правительства многих стран, в том числе и Японии, негативное, вплоть до уголовной ответственности. Тематические сайты закрываются, анимация и специализированные журналы жёстко ограничены в аудитории, которая может их приобрести. Сторонники жанра утверждают, что фантазии на данную тему могут помочь устранить напряжение в реальной жизни и относятся к «безобидному фетишизму». Кроме того, эрогуро рассматривается как вид искусства. About.com пишет, что эрогуро может быть «понят и исследован при наличии предварительного багажа знаний», и его «не следует бояться или подвергать осмеянию». В Японии влияние на общественное мнение оказало дело серийного убийцы и поклонника лоликонной манги Цутому Миядзаки, приговорённого к смертной казни за убийства маленьких девочек. В конце 1980-х годов серьёзность преступлений Миядзаки подняла волну дебатов в средствах массовой информации о том, как интимные фантазии (в данном случае, увлечение лоликоном и эрогуро-фильмами, найденными в его квартире) могут влиять на конкретные действия человека. Издатели манги стали строже регулировать содержание выпускаемой продукции, на продукцию для взрослых начали добавлять особые пометки, публикация некоторой манги в журналах была запрещена.